# Gouvernement Rabemananjara I
IIIe République
Sylla Rabemananjara II
Le gouvernement de Charles Rabemananjara est le gouvernement malgache entré en fonction le 20 janvier 2007.
Premier Ministre nommé par le décret N° 2007- 021 du 19 janvier 2007 
Ministres nommés le 25 janvier 2007

## Composition
| Portefeuille | Ministre                          |
| --- | --------------------------------- |
| Premier ministre, Ministre de l'Intérieur                                                                                           | général Charles Rabemananjara     |
| |                                   |
| Ministre de la Défense nationale | général Petera Behajaina          |
| Ministre des Finances et du Budget                                                                                                  | Tovonanahary Rabetstitonta        |
| Ministre des Affaires étrangères | Marcel Ranjeva                    |
| Ministre de l'Économie, du Plan, du Secteur privé et du Commerce                                                                    | Harison Edmond Randriarimanana    |
| Ministre de la Justice | Lala Ratsiharovala                |
| Ministre de la Santé et du Planning familial                                                                                        | Robinson Jean Louis               |
| Ministre de l'Éducation nationale et de la Recherche scientifique                                                                   | Haja Nirina Razafinjatovo         |
| Ministre des Télécommunications, des Postes et de la Communication                                                                  | Bruno Andriantavison Ramaroson    |
| Ministre des Travaux publics et de la Météorologie                                                                                  | Roland Randriamampionina          |
| Ministre rattaché à la Présidence de la République chargé de la Décentralisation et de l'Aménagement du Territoire                  | Yvan Ransendratsiony              |
| Ministre des Mines | Donat Olivier Andriamahefamparany |
| Ministre de la Fonction publique, du Travail et des Lois sociales                                                                   | Tsiandopy Jacky Mahafaly          |
| Ministre de l'Environnement, des Eaux et Forêts                                                                                     | Koto Bernard                      |
| Ministre de l'Agriculture, de l'Élevage et de la Pêche                                                                              | Marius Ratolojanahary             |
| Ministre des Sports | Philémon Rabarison                |
| Ministre des Transports et du Tourisme                                                                                              | Julien Ravelonarivo Laporte       |
| Ministre de l'Énergie | Patrick Ramiaramanana             |
| |                                   |
| Vice-ministre de l'Éducation nationale et de la Recherche scientifique                                                              | Cécile Manorohanta                |
| Vice-ministre chargé de l'Agriculture, de l'Élevage et de la Pêche                                                                  | Harifidy Jean Seth Ramilison      |
| Secrétaire d'État auprès du Ministère de l'Intérieur chargé de la Sécurité publique                                                 | Désiré Rasolofomanana             |
| Secrétaire d'État auprès du Ministère des Télécommunications, des Postes et de la Communication chargé de la Culture et des Loisirs | Hermann Razafindravelo            |